# Nätet (film)
Nätet (engelska The Net) är en amerikansk thriller från 1995 som är regisserad av Irwin Winkler med Sandra Bullock i huvudrollen som Angela Bennett. Filmen hade Sverigepremiär den 6 oktober 1995.
1998 fick filmen en uppföljare av en TV-serie i 22 delar, The Net, med Brooke Langton i huvudrollen. 2006 kom oberoende filmen Nätet 2.0.

## Handling
Dataspecialisten Angela Bennett lever ett gott liv i södra Kalifornien där hon hemifrån arbetar med att avlusa nya datorspel och finna virus i storbolagens datorer. En dag får Angela sig tillsänd en diskett av Cathedral, företaget hon arbetar för. Med hjälp av disketten får Angela del av hemlig information till regeringens datorsystem. Detta leder till att hennes identitet manipuleras och hon börjar jagas av myndigheterna för en brottsling.
Under en semester i Mexiko träffar hon en man, Jack Devlin, som är ute efter disketten. Jack tar med Angela ut på en båtfärd när de råkar ut för en olycka och disketten förstörs. Men Angela lyckas undkomma men får tillbringa tre dagar på sjukhus. Tillbaka på hotellet får hon veta att hon redan har checkat ut.
När hon återvänder till Los Angeles och begär tillfälliga papper får hon veta att hon heter Ruth Marx och att hennes bil stulen, hennes hem tömt och utannonserat till försäljning och polisen tror att hon är kriminell. Och eftersom hon har levt så isolerad har hon inga vänner som kan bekräfta hennes verkliga identitet.

## Om filmen
Filmen är inspelad i Los Angeles och San Francisco i Kalifornien, Washington D.C. samt i Ciudad Real, Kastilien-La Mancha i Spanien.

## Rollista i urval
- Sandra Bullock - Angela Bennett
- Jeremy Northam - Jack Devlin
- Dennis Miller - Dr. Alan Champion
- Diane Baker - Mrs. Bennett
- Wendy Gazelle - Ruth Marx
- Ken Howard - Michael Bergstrom
- Ray McKinnon - Dale Hessman